# MKAD
MKAD er det translittererede navn på den ringvej, der omkranser byen Moskva. Det russiske navn er МКАД, som er et akronym for russisk: Московская кольцевая автомобильная дорога, tr. Moskovskaja koltsevaja avtomobilnaja doroga.
Væksten i motortrafik i og omkring Moskva i 1950'erne fik byens byplanlæggere til at indse at Ruslands største by havde brug for en ringvej til at omdirigere noget af trafikken fra de store veje, der løber igennem byen. MKAD blev åbnet i 1961 og havde fire kørebaner i hver retning og løb 109 km langs bygrænsen. Selv om den på det tidspunkt ikke var en motorvej, havde den frakørsler ved store kryds, meget få lyskryds, og en hastighedsgrænse på 100 km/t. Blandt bilister var den kendt som "dødens vej" grundet de dårlige lysforhold.
Indtil 1984 faldt den administrative grænse for den føderale by Moskva sammen med MKAD's forløb. Siden er flere rajoner udenfor ringvejen blevet sammenlagt med Moskva. I december 2002 blev metrostationen Boulevard Dmitrija Donskogo den første af Moskvas metros stationer uden for MKAD.
I 1995-1997 blev vejen udvidet fra fire til fem baner i hver retning, alle kryds blev ombygget til udfletninger, der blev bygget broer til fodgængere, alle trafiklys blev fjernet, og der blev bygget en autoværn i midterrabatten. I 2001 fik MKAD status af motorvej, og kørsel med langsomtkørende køretøjer på MKAD blev forbudt.
Den største udfletning på MKAD er udfletning med M11 Moskva - Sankt Petersborg

## Galleri
|                                                                                 |
| MKAD udfletning med motorvejen Kasjirskoje sjosse til bl.a. Domodedovo Lufthavn |

|                                                              |
| MKAD udfletning med motorvejen M11 Moskva - Sankt Petersborg |

|                                                   |
| MKAD udfletning med M10 Moskva - Sankt Petersborg |

|                                       |
| MKAD udfletning med Borovskoje sjosse |

|                                        |
| MKAD udfletning med Mozjajskoje sjosse |

|                                                              |
| MKAD udfletning med motorvejen M9 "Baltija" Moskva - Letland |

|                                        |
| MKAD udfletning nær Jaroslavskij rajon |

|                                         |
| MKAD udfletning med A104 Moskva - Dubna |

|                                             |
| MKAD udfletning med Novojegorevskoje sjosse |

|                                                                                                   |
| MKAD udfletning med motorvejene M2 "Krim" og M4 "Don" Moskva - Ukraine og Moskva - Krasnodar kraj |

|                         |
| MKAD nær Strogino rajon |

|                                                |
| MKAD udfletning med A130 Moskva - Hviderusland |

|                                             |
| MKAD udfletning med M8 Moskva - Arkhangelsk |

|                                            |
| MKAD udfletning med Volgogradskij prospekt |